# Murovac
Murovac es un pueblo ubicado en el municipio de Berane, en Montenegro.

## Demografía
Hasta 2011 la población era de 38 habitantes, conformada por 8 hogares y 26 viviendas.
| 130                                                              | 144 | 174 | 187 | 166 | 89 | 43 | 38 |
| (Fuente: Population statistics of Eastern Europe & former USSR.) |     |     |     |     |    |    |    |

| Etnicidad                                           | Número | Porcentaje |
| --------------------------------------------------- | ------ | ---------- |
| Bosnios                                             | 42     | 97,67 %    |
| Musulmanes                                          | 1      | 2,32 %     |
| Fuente: Republic of Montenegro. Statistical Office. |        |            |